# Дроздов, Сергей Семёнович
Сергей Семёнович Дроздов (укр. Сергій Семенович Дроздов; 24 февраля 1962, Чернигов) — украинский военачальник, генерал-полковник. Командующий Воздушными силами Вооружённых сил Украины (20 июля 2015 — 9 августа 2021).

## Биография
В 1983 году с отличием окончил Черниговское высшее военное авиационное училище лётчиков. В 1995 году завершил обучение в Военно-воздушной академии имени Ю. А. Гагарина в Московской области. В 2009 году окончил факультет подготовки специалистов оперативно-стратегического уровня Национальной академии обороны Украины имени И. Черняховского.
Дроздов освоил различные типы военной авиации, включая самолёты Л-39, Ан-26, МиГ-21, МиГ-29, Су-27 и вертолёт Ми-8. Общий налёт составляет более 2000 часов.
Службу начал в 1983 году в истребительном авиационном полку в Ивано-Франковске. С 1989 по 1993 год служил в Группе советских войск в Германии. С 1993 по 2004 год занимал различные командные должности в истребительной авиационной дивизии, включая командира эскадрильи и полка. В 2004 году стал старшим инспектором-лётчиком в Главном командовании Воздушных сил Украины.
С 2015 по 2021 год возглавлял Воздушные силы Вооружённых сил Украины. В 2016 году ему было присвоено звание генерал-полковника.

## Награды
- Орден Богдана Хмельницкого II степени (23 августа 2016) — за личное мужество и высокий профессионализм, проявленные в защите государственного суверенитета и территориальной целостности Украины, верность военной присяге[3].
- Орден Богдана Хмельницкого III степени (21 августа 2014, посмертно) — за личное мужество и высокий профессионализм, проявленные в защите государственного суверенитета и территориальной целостности Украины, верность военной присяге[4].